# Pietroșani
Pietroșani es una comuna ubicada en el distrito de Teleorman, Rumania.

## Superficie
Posee una superficie de 101,1 kilómetros cuadrados.

## Demografía
Hasta 2021 la población era de 2407 habitantes, con una densidad de población de 23,81 habitantes por kilómetro cuadrado.